# Caryocaridina
De Caryocaridina zijn een onderorde van uitgestorven kreeftachtigen uit de klasse van de Malacostraca (hogere kreeftachtigen).

## Familie
- Caryocarididae Racheboeuf, Vannier & Ortega, 2000 †